# Detrás de los pajares
Detrás de los pajares (en griego: Piso apo tis thimonies) es una película dramática griega de 2022 dirigida por Asimina Proedrou.
Fue seleccionada como la candidata griega a la mejor película internacional en los Premios Óscar 2024.

## Sinopsis
Un pescador de mediana edad que vive en la frontera norte de Grecia, ahogado por las deudas, empieza a traficar con inmigrantes a través del lago fronterizo, a cambio de una cuantiosa suma. Su esposa, ama de casa y devota feligresa, busca la verdad en la Palabra de Dios, mientras su hija intenta definir su propia vida en un entorno opresivo. Hasta que un trágico incidente golpea a la familia, empujando a los tres héroes a enfrentarse a sus propias impasses y debilidades personales, al tiempo que tienen que considerar, por primera vez en su vida, el precio a pagar por sus acciones.

## Reparto
- Stathis Stamoulakatos como Stergios
- Eleni Ouzounidou como Maria
- Evgenia Lavda como Anastasia
- Christos Kontogeorgis como Christos
- Dina Mihailidou como Georgia
- Paschalis Tsarouhas como Dimitris